# Dolores (Nicaragua)
Dolores è un comune del Nicaragua facente parte del dipartimento di Carazo.